# Мамченков, Платон Васильевич
Платон Васильевич Мамченков (18 ноября 1900, Смоленск — 10 ноября 1945) — советский военачальник, полковник (12 мая 1942), участник Гражданской, Советско-финляндской и Великой Отечественной войн.

## Биография
В мае 1918 года вступил в Рабоче-крестьянскую Красную армию.
В 1920 году окончил Смоленские артиллерийские курсы комсостава, в 1922 году высшие повторные курсы Западного фронта, в 1923 году артиллерийское отделение Высшей объединенной военной школы в Смоленске, в 1925 и 1930 годах Курсы усовершенствования командного состава зенитной артиллерии в Севастополе.
Во время Гражданской войны в 1918 году служил в 1-м Смоленском стрелковом полку на Южном фронте, который в дальнейшем был переименован в 111 стрелковый полк.
В январе 1940 года был помощником начальника ПВО 8-й армии на Северо-Западном фронте и участвовал в советско-финляндской войне. Затем так же служил в 8-й армии в Ленинградском и Прибалтийском военных округах. В декабре того же года занял должность начальника отдела ПВО 8-й армии.
В начале Великой Отечественной войны Мамченков продолжал занимать эту же должность. 27 августа 1941 года 8-я армия вошла в состав Ленинградского фронта, в сентябре вела бои на подступах к Ленинграду. В ноябре 1941 года часть войск 8-й армии была дислоцирована в восточный сектор обороны Ленинградского фронта, где они участвовали в боях по прорыву блокады Ленинграда.
В январе 1943 года полковник Мамченков был назначен командиром 41-й зенитно артиллерийской дивизии РГК 8-й армии, которая летом 1943 года участвовала в Мгинской наступательной операции. В январе 1944 года, после того как дивизия была дислоцирована в Новгород и вошла в состав Ленинградского фронта, она принимала участие в Новгородско-Лужской наступательной операции. В феврале 1944 года дивизия вошла в состав 54-й армии этого же фронта, а 24 апреля — 3-го Прибалтийского фронта. 17 июля дивизия была в составе 67-й армии и участвовала в Псковско-Островской и Тартуской наступательных операциях. Но в бою за Тарту 23 августа дивизия не выполнила задачу, в связи с чем, согласно решению по расследованию Военного совета фронта Мамченков был понижен в должности до командира полка.
27 декабря 1944 года он был назначен командиром 1887-го зенитно-артиллерийского полка ПВО. В апреле 1945 года полк вошел в состав 97-й дивизии ПВО Приамурской армии ПВО и участвовал в советско-японской войне 1945 года.
Умер 10 ноября 1945 года.

## Награды
- Орден Ленина (21.02.1945)[1];
- Медаль «XX лет Рабоче-Крестьянской Красной Армии» (22.02.1938);
- Медаль «За оборону Ленинграда».